# Stjepan Košutić
Stjepan Košutić (Radoboj, 30. lipnja 1890. − Zagreb, 1938.), hrvatski političar i pravnik. Stariji je brat Augusta i Side Košutić, djever kćeri Stjepana Radića Mire.
Završio je Klasičnu gimnaziju u Zagrebu 1911. godine. Radio je u Zagrebu kao odvjetnik. 2. siječnja 1925. godine, nakon odluke Stjepana Radića o priključenju Hrvatske republikanske seljačke stranke (HRSS) Seljačkoj internacionali u Moskvi (1924.) i nakon što je 1. siječnja jugoslavenski kralj Aleksandar I. Karađorđević potvrdio odluku o Obznani protiv HSS, odnosno vladinoj odluci o zabrani rada stranke. Iz zatvora su pušteni 18. srpnja iste godine nakon sporazuma HSS-a i NRS-a te sastavljanja Radikalsko-radićevske vlade.
Dana 23. siječnja 1927. izabran je za okružnoga zastupnika Zagrebačke oblasti. Bio je predstojnik odjela za obrt, industriju i statistiku u Oblasnom odboru. Kad je zatvoren Ljubomir Maštrović, potkraj 1928. Košutić je otišao u Osijek gdje je zamijenio Maštrovića. Bio je narodni zastupnik HSS-a.
Košutić je bio u beogradskoj Skupštini kad je Puniša Račić izvršio  atentat na Stjepana Radića. U prvomu su redu sjedili Đuro Basariček, Ivan Granđa, Ivan Pernar, Svetozar Pribićević, Stjepan Radić, a iza njih Rude Bačinić, Stjepan Košutić, Jakov Jelašić, Stipe Matijević i Ante Pavlović.